# Siegfried Berghaus
Siegfried Berghaus (* 24. Januar 1945 in Olmütz) ist ein ehemaliger deutscher Politiker (CDU). Er war Vorsitzender des CDU-Bezirksvorstandes Leipzig und Berlin.

## Leben
Berghaus, Sohn eines Opernsängers, erlernte den Beruf eines Drehers und besuchte eine Fachschule, die er als Finanzökonom abschloss. 1978 schloss er ein Studium an der Akademie für Staats- und Rechtswissenschaft als Diplom-Staatswissenschaftler ab. Er leistete Militärdienst in der NVA und war anschließend Technologe im VEB Polygraph Druckmaschinenwerke Planeta Radebeul. 
1968 trat Berghaus der CDU bei. 1970 wurde er stellvertretender Bürgermeister von Radebeul, 1973 Mitglied des Rates des Kreises Freital und dort zuständig für Wohnungspolitik. Von 1980 bis 1982 wirkte er als Vorsitzender des Kreisvorstandes der CDU Freital. 
Von März 1982 bis März 1989 war er Vorsitzender des Bezirksvorstandes der CDU Leipzig. Im Oktober 1982 wurde er auf dem 15. Parteitag der CDU zum Mitglied des Hauptvorstandes gewählt. Von Juni 1986 bis 1989 war er auch Abgeordneter des Bezirkstages Leipzig. Am 5. April 1989 trat er die Nachfolge des im Dezember 1988 verstorbenen Dietrich Voigtberger als Vorsitzender des CDU-Bezirksverbandes Berlin an und am 26. Juni 1989 wurde er zum Mitglied des Präsidiums des Hauptvorstandes der CDU gewählt. Am 10. November 1989 erhielt er bei der Neuwahl der CDU-Führung, mit Lothar de Maizière an der Spitze, erneut das Vertrauen als Präsidiumsmitglied. Am 4. Januar 1990 bestätigte auf einer außerordentlichen Beratung der CDU-Bezirksvorstand die Entbindung von Berghaus als Vorsitzenden des Bezirksvorstandes und beauftragte Eberhard Engler mit der Wahrnehmung der Aufgaben als Vorsitzender.

## Auszeichnungen
- Verdienstmedaille der DDR
- Otto-Nuschke-Ehrenzeichen in Bronze und Silber (1984)
- Vaterländischer Verdienstorden in Bronze (1985)
- Ehrennadel der Nationalen Front in Gold